# Chartres
Chartres este un oraș în Franța, prefectura departamentului Eure-et-Loir în regiunea Centru.
Catedrala Notre-Dame de Chartres a fost înscrisă în anul 1979 pe lista patrimoniului cultural mondial UNESCO. 

## Galerie de imagini

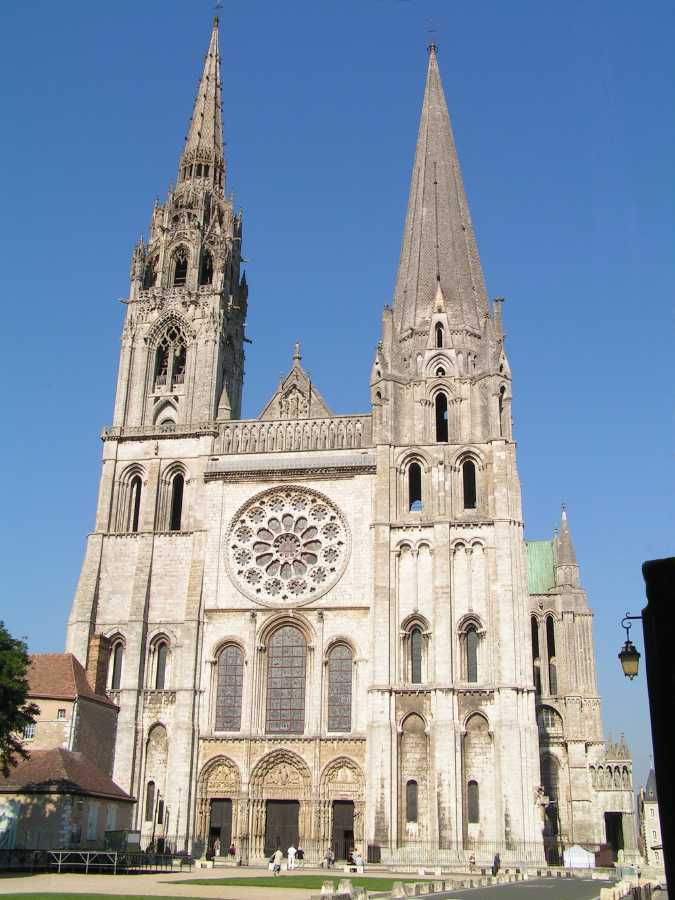
Catedrala Notre-Dame de Chartres